# Asante Samuel Jr.
Asante Samuel Jr. (Fort Lauderdale, Florida, 3 de octubre de 1999) es un jugador profesional estadounidense de fútbol americano que se desempeña en la posición de cornerback en Los Angeles Chargers, equipo de la National Football League (NFL).

## Carrera
Fue seleccionado en la segunda ronda en la Reunión Anual de Selección de Jugadores de la NFL de 2021. Hizo su debut profesional con el equipo Los Angeles Chargers, donde lleva jugando tres temporadas.